# Alcione (pleiade)
Alcione (in greco antico Ἁλκυόνη Halkyònē) è un personaggio della mitologia greca ed una delle Pleiadi e figlia del primo leggendario re della Mauretania, il titano Atlante e di Pleione.

## Mitologia
Alcione fu eletta al comando delle sette sorelle ed una volta diventate stelle ebbe il compito di guidare i pescatori.
Al loro sorgere iniziava il periodo più propizio per chiunque volesse pescare mentre al loro tramonto, soffia un vento gelido.
Gli Eoli per questo definiscono Alcione una dea e la veneravano in quanto tale, cui pregavano per favorirsi i venti ed evitare le secche.
Secondo Pausania ebbe da Poseidone i figli Anthas e Iperete, fondatori di due città in Argolide, mentre secondo Apollodoro ebbe dallo stesso dio i figli Ireo e Iperenore e la figlia Etusa.

### Fonti
- Pseudo-Apollodoro, Libro I - 4, 3-4
- Ovidio, Fasti IV 175-176

### Moderna
- Robert Graves, I miti greci, Milano, Longanesi, ISBN 88-304-0923-5.